# Dennis Hall
Dennis William Hall (ur. 5 lutego 1971 w Hartford lub Milwaukee) – amerykański zapaśnik w stylu klasycznym. Trzykrotny olimpijczyk. Srebrny medalista z Atlanty 1996, ósme miejsce w Barcelonie 1992 w kategorii do 57 kg. Czternaste miejsce w Atenach 2004 w kategorii do 55 kg. Pięciokrotny uczestnik mistrzostw świata, złoty i brązowy medalista. Dwukrotny złoty medalista igrzysk panamerykańskich z 1995 i 1999 roku. Triumfator mistrzostw panamerykańskich w 2000. Czwarty w Pucharze Świata w 1990 roku. 10 razy U.S. National Champion (1992 - 2001).
W młodości zawodnik University of Wisconsin-Madison. W 2011 roku przyjęty do National Wrestling Hall of Fame.